# Rado Cilenšek
Radovan Cilenšek, slovenski novinar, * 17. marec 1925, Ptuj, †  14. oktober 1997, Ljubljana.
Z novinarstvom se je začel ukvarjati že v času narodnoosvobodilne borbe, ko je bil urednik Radijskega vestnika pri 9. korpusu. Po osvoboditvi je vodil dopisništvo Tanjuga za Primorsko in Tržaško informativno agencijo (1947-1951). Delal je pri Primorskem dnevniku v Trstu (1945-1946, 1951-1956) in bil od 1957-1983 na RTV Ljubljana, med drugim glavni urednik televizije (1958-1963).